# Освобождение чрез потисничество: Сравнително изследване на робството и психиатрията
„Освобождение чрез потисничество: Сравнително изследване на робството и психиатрията“ (на английски: Liberation by Oppression: A Comparative Study of Slavery and Psychiatry) (ISBN 978-0-7658-0145-6) е книга с критика на психиатрията от Томас Шаш от 2002 г.
Текстът сравнява оправданията на психиатрията с оправданията за поробване в Съединените щати, и двете по необходимост отхвърлящи правото на субекта на индивидуалност.